# August von Wassermann

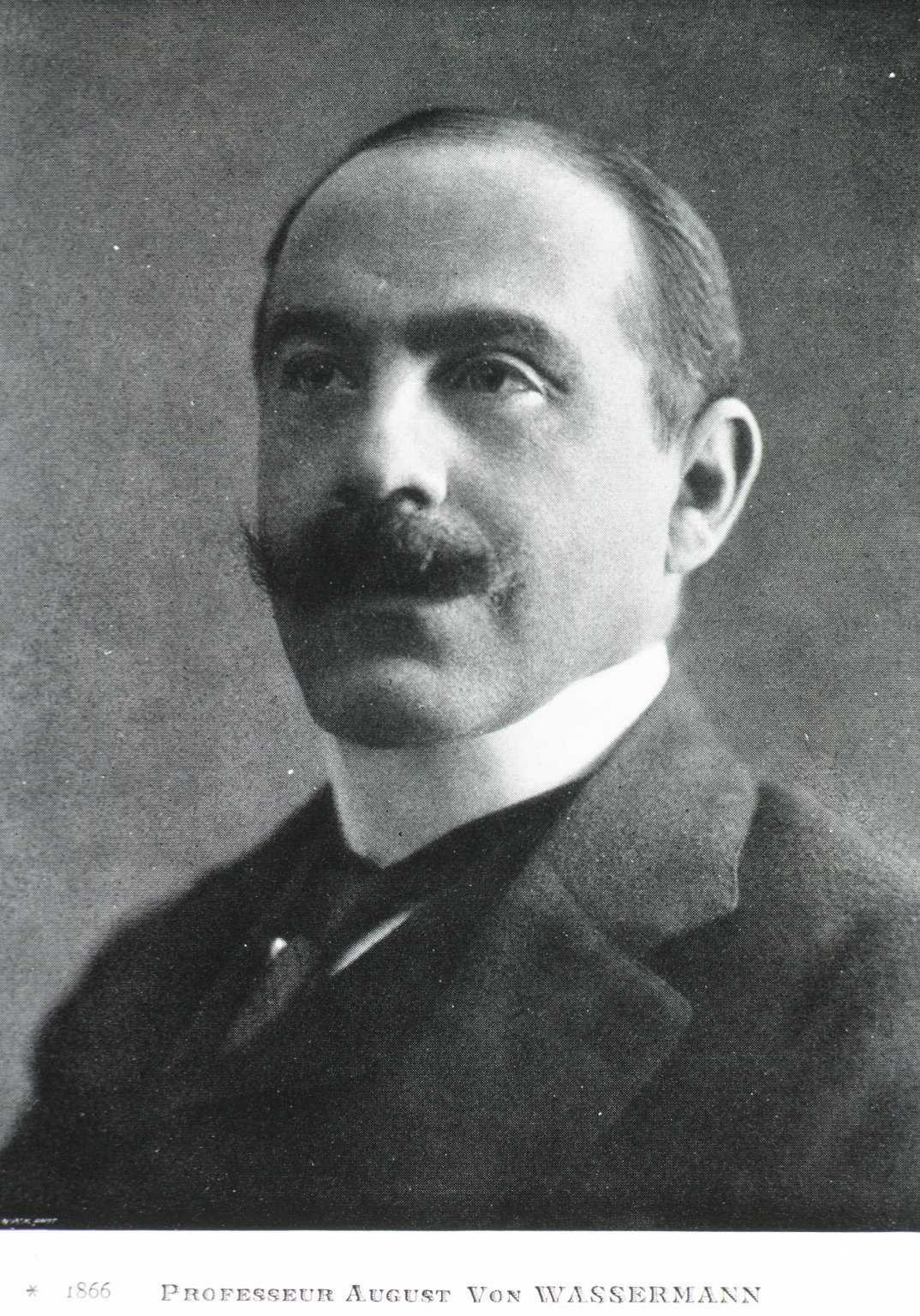
August von Wassermann

August Paul von Wassermann (Bamberg, 21 februari 1866 – Berlijn, 16 maart 1925) was een Duitse bacterioloog.
Von Wassermann studeerde aan verschillende Duitse universiteiten. Vanaf 1890 werkte hij onder Robert Koch aan het Instituut voor Infectieziekten in de Charité in Berlijn. Hij ontwikkelde de complement-bindingsreactie voor de diagnose van syfilis in 1906, precies een jaar nadat het veroorzakend micro-organisme was geïdentificeerd. In 1907 werd hij hoofd van de afdeling.
De Wassermannreactie is vanwege gebleken onbetrouwbaarheid in de loop van de tweede helft van de  twintigste eeuw vervangen door andere diagnostische testen, waarvan de Treponema Pallidum Haemagglutinatie Assay (TPHA) de belangrijkste is.